# Neomys
Neomys is een geslacht van zoogdieren uit de  familie van de spitsmuizen (Soricidae). De wetenschappelijke naam van het geslacht werd in 1829 gepubliceerd door Johann Jakob Kaup.

## Soorten
Er worden 4 soorten in dit geslacht geplaatst:
- Neomys anomalus (Cabrera, 1907) – Millers waterspitsmuis
- Neomys fodiens (Pennant, 1771) – Waterspitsmuis
- Neomys milleri Mottaz, 1907
- Neomys teres Miller, 1908